# ゲバゲバ90分!+30
『ゲバゲバ90分!+30』（ゲバゲバきゅうじゅっぷんプラスさんじゅう）は、1982年3月30日（火曜） 19時00分 - 20時54分（日本標準時）に日本テレビ系列局で放送された日本テレビ製作の単発バラエティ番組である。

## 概要
わずか1年間の放送ながら日本のテレビ界を席巻した『巨泉・前武ゲバゲバ90分!』とその後継番組『ゲバゲバ一座のちょんまげ90分!』の復活特番で、レギュラー番組時代と同様に22人の作家たちが筆を執った。演出は、かつての番組プロデューサーで、1980年にフリーに転向した井原高忠が担当した。「10年振りの復活」という触れ込みであったが、実際には1976年4月29日にも一度『木曜スペシャル』で『輝け!五郎・マペット ゲバゲバ90分!』が放送されている。
この特番は、宍戸錠や藤村俊二といったレギュラー番組時代からのメンバーに、西田敏行などの新メンバーを加えて行われた。しかし、司会を務めていた大橋巨泉と前田武彦はこの特番には出演せず、彼らの代役を立てての司会パートも無かった。また、ハナ肇による「アッと驚く為五郎」のパートにも違いがあった。ハナはレギュラー番組時代にはヒッピー姿で登場していたが、この特番では時代を反映して竹の子族の衣装を着て出演していた。興奮すると怪物に変身する家族が登場する「ホームドラマ」のパートは、映画『スター・ウォーズ』の特殊メーク班に作成してもらった。オープニングや一部のコントはフィルム撮影であったが、この特番はすべてVTR撮影となった。
10年ぶりの新作となった特番だが、回顧特番を除きこれが事実上最後の『ゲバゲバ』となった。

## 出演者

### 旧メンバー
- 吉田日出子
- 小松方正
- 常田富士男
- 熊倉一雄
- 藤村俊二
- ハナ肇
- 朝丘雪路
- 宍戸錠

### 新メンバー
- 西田敏行
- 井上純一
- 西山浩司
- 木内みどり
- 高宝財（当時「和製サミー・デイヴィスJr.」と称されていた歌手 ）
- 夏木マリ
- 蟹江敬三
- 高見知佳
- 斎藤洋介
- 南マリア
- 高田みづえ
- 野村義男
- 徳光和夫（当時日本テレビアナウンサー）

## スタッフ
- 企画・総監督：井原高忠
- 制作：仁科俊介、神戸文彦
- 脚本：河野洋、喰始、水根重光、浦沢義雄、川崎良、清水東、村沢正英、前田昌平、宮本晋、久野麗、妹尾匡夫、金巻浩行、海老原靖芳、市川美真子、大熊強、竹田康一郎、田原慎一郎、山元信二、竹村信一、古川紀代、古川正浩、星名登
- 音楽：宮川泰
- アニメーション：木下蓮三、スタジオ・ロータス
- 振り付け：川西清彦、土居甫
- 協力：生田スタジオ、よみうりランド
- 演出：齋藤太朗、神戸文彦、井原高忠

## テーマ曲
- ゲバゲバ90分！のテーマ（作曲：宮川泰） - オープニングの映像は、『巨泉・前武』時代と同様に出演者たちがプラカードを持って行進するパターンであったが、本番組では司会者のパフォーマンスがない代わりにハイライトシーンが加わった。なお、「トリオ」と後半の間のドラム演奏部は省かれた。